# カトリーヌ・ド・ブルボン (1559-1604)

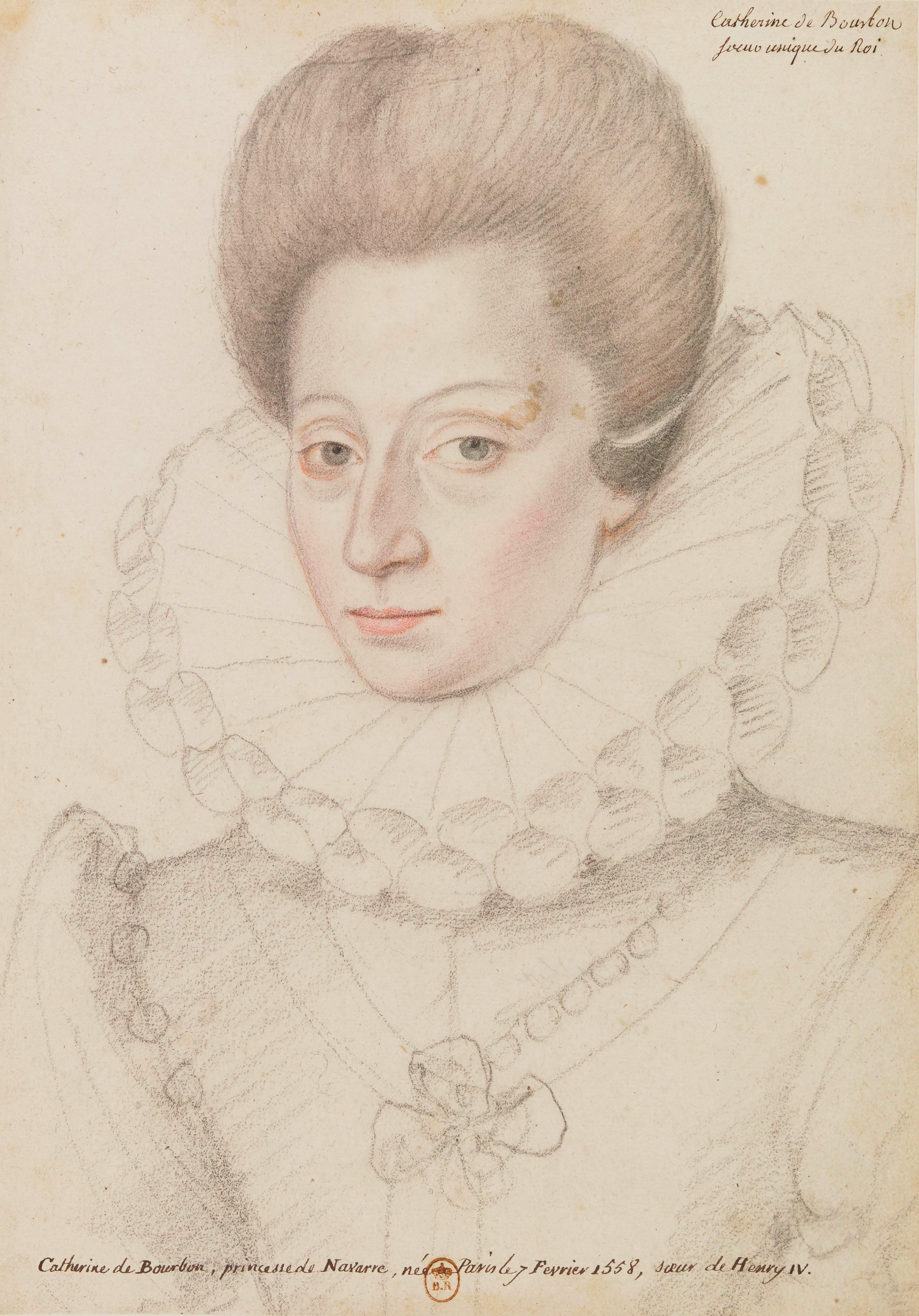
カトリーヌ・ド・ブルボン、ニコラ・ケネル（Nicolas Quesnel）画

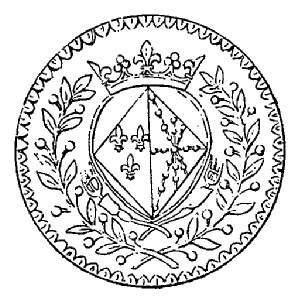
カトリーヌの紋章

カトリーヌ・ド・ブルボン（Catherine de Bourbon, 1559年2月7日 - 1604年2月13日）は、フランス王アンリ4世の妹。アルブレ女公、アルマニャック女伯およびペリゴール女伯。兄に代わってナバラ王国（バス＝ナヴァール）摂政（在位：1577年 - 1592年）を務めた。また、ロレーヌ公シャルル3世の長男アンリ（後のロレーヌ公アンリ2世）の最初の妻となった。

## 生涯
ナバラ王夫妻であるアントワーヌ・ド・ブルボンとジャンヌ・ダルブレの間の末娘（第5子、次女）として生まれた。高度な教育を受け、母の影響で確固たるユグノー（改革派）信徒となった。虚弱体質だったが、病気を患っていないときは、頻繁に行われていた母親の領国ナバラへの視察旅行に随行している。1562年に3歳で父を、1572年6月9日に13歳で母を亡くし、肉親はナバラ王位を継いだ兄アンリ（4世）だけとなった。
1572年8月24日にサン・バルテルミの虐殺が起きると、兄とともに強制的にカトリックに改宗させられた。アンリが宮廷から逃亡するとカトリーヌも宮廷を離れることを許され、兄妹はベアルンで合流した。1576年、ユグノーに再改宗している。1577年、兄アンリによってナバラ王国摂政に任命され、1592年まで務めた。カトリック同盟とのユグノー戦争の最中には王国領を敵側に包囲される形となったが、兄の陣営と連絡を取り続けた。
カトリーヌには適齢期になると多くの縁談が舞い込んだが、いずれも彼女がユグノー信仰に固執したため破談に終わった。まず王弟で又従兄のアランソン公フランソワの求婚を断った。スペイン王フェリペ2世（1580年）、ロレーヌ公シャルル3世（1581年）、サヴォイア公カルロ・エマヌエーレ1世（1583年）との縁組も、それぞれ各国の宮廷で構想された。その後も、プロテスタント陣営に属するスコットランド王ジェームズ6世（1588年）およびアンハルト＝ベルンブルク侯クリスティアン1世（1591年）との縁談があったが、いずれも断った。1596年には分家筋のモンパンシエ公アンリの求婚を拒んだ。
1585年、カトリーヌはカトリック同盟との戦争準備のため、ナバラ領内で唯一の堅固な要塞施設のあるナヴァランクスに移った。1588年の春には兄が本拠とするポーに合流した。1589年、兄アンリがフランス王位を継承すると、カトリーヌはアルブレ女公およびアルマニャック女伯に叙爵された。1587年頃、カトリーヌの許を従弟のソワソン伯シャルルが訪れ、2人は相思相愛となって密かに婚約した。1592年、ソワソン伯は再びポーを訪れ、今度こそカトリーヌを妻にしたい、ないし引き取りたいと申し出た。ところがアンリ4世は2人に結婚の許可を与えず、逆にソワソン伯の忠誠心を疑って、1592年4月6日に彼をポー城において逮捕させた。
アンリ4世は妹が自分に従順なのをいいことに、カトリーヌの金を他人に貸したり、彼女の装身具を借金の担保に入れたりした。確固たるユグノー信徒だったカトリーヌは、兄が1593年にカトリックに改宗する際には強く反対した。しかしカトリーヌは、兄のカトリック信徒の愛人ガブリエル・デストレとは仲が良く、アンリとガブリエルの結婚話に賛成していた一人でもあった。カトリーヌとガブリエルは、フランス国内のユグノーの宗教的自由を保障した1598年のナントの勅令発布を実現させるのに大きく貢献した。
1594年、アンリ4世はカトリーヌをパリに呼び寄せた。アンリはロレーヌ公シャルル3世と和解した際に、カトリーヌとシャルル3世の長男アンリ（2世）との縁談を約束しており、それを実現させるためだった。婚約は1598年7月13日に成立した。問題は婚約者が熱心なカトリック信徒なのに対し、カトリーヌが頑として改宗に応じないことだった。カトリック教会では信徒と異宗派信徒の結婚には教皇の特別な許可を必要とすると定めていたが、教皇クレメンス8世は1598年12月29日、2人の結婚には絶対に許可を与えないと宣言した。
これに腹を立てたアンリ4世はランス大司教を脅しつけ、大司教に結婚の許可を出させた。これにより、2人の結婚式は1599年1月30日にサン＝ジェルマン＝アン＝レーで執り行われた。カトリーヌの結婚生活は幸福なものとは言えず、また病気がちになっていった。アンリ4世は教皇にさらなる圧力をかけて、妹の結婚に許可を出させようとしたが、結局はカトリーヌをカトリックに改宗させようと方針転換した。カトリーヌは国王の代理人として彼女の許を訪れたジャック・ダヴィ・デュペロン枢機卿に抗議し、兄の心変わりを非難した。
1604年、45歳の誕生日を迎えて間もなくカトリーヌは死去した。死の直後、教皇は彼女の結婚を追認している。夫は1606年にマルゲリータ・ゴンザーガを後妻に迎えた。